# Organización Juvenil Democrática Unida
La Organización Juvenil Democrática Unida (en griego: Ενιαία Δημοκρατική Οργάνωση Νεολαίας) (EDON), es una organización política comunista de Chipre. EDON son las juventudes del Partido Progresista del Pueblo Obrero, comúnmente conocido como AKEL. La organización EDON es un miembro de la Federación Mundial de la Juventud Democrática. La organización apoya una solución federal para el conflicto de Chipre. EDON respondió negativamente al Plan Annan. Al igual que el Partido Progresista de los Trabajadores, la organización apoya el acercamiento con los turco-chipriotas. La organización participa en todos los eventos organizados por el partido político AKEL, y se manifiesta anualmente el 18 de julio contra el golpe griego y la invasión turca del norte de Chipre. La organización participa en las principales conferencias del partido AKEL, que se celebran cada 5 años, y a las que asisten miles de simpatizantes del partido político. La organización también organiza sus propias conferencias que también tienen lugar cada 5 años.